# Rampenplan
Een rampenplan is een door overheid of organisatie beschreven methodiek die gehanteerd moet worden bij het optreden van een ramp.
Een rampenbestrijdingsplan is een plan op detailniveau dat zich richt op een specifieke ramp, zoals een rampenbestrijdingsplan Hoogwater of rampenbestrijdingsplan LPG-stations. Een crisisbeheersingsplan en een crisisbestrijdingsplan zijn varianten op het rampenplan en het rampenbestrijdingsplan maar richten zich nadrukkelijker ook op dreigingen (van terroristische aanslagen), verstoring van de openbare orde (blokkades, demonstraties etc.) en de rechtsorde (gijzelingen, kapingen, bommelding et cetera), terwijl een rampenplan en rampenbestrijdingsplan zich vooral beperken tot fysieke veiligheidsrisico's (zoals brand).

## België

### Structuur nood- en interventieplannen
De rampenplannen heten in België officieel nood- en interventieplannen (NIP's). In geheel België hanteert men dezelfde wettelijk vastgelegde methodiek voor het opstellen ervan. De verantwoordelijkheid voor het opstellen van de nood- en interventieplannen en het beheer van een noodsituatie op het moment zelf is opgedeeld in drie 'fases': de gemeentelijke fase, de provinciale fase en de federale fase. Elk nood- en interventieplan opgesteld op gemeentelijk, provinciaal of federaal niveau bestaat uit een algemeen nood- en interventieplan (ANIP), eventueel aangevuld met bijzondere nood- en interventieplannen (BNIP's). De ANIP's bevatten de algemene richtlijnen en informatie voor het beheer van alle noodsituaties. Elke gemeente en provincie en het federale niveau moeten een ANIP opstellen. Een BNIP kan het ANIP aanvullen met specifieke richtlijnen voor het beheer van een welbepaalde noodsituatie. De ANIP's en BNIP's zijn multidisciplinair; dat betekent dat de bepalingen eruit gelden voor alle hulpverleningsdiensten.
Naast deze multidisciplinaire plannen dient elke discipline van de hulpverlening een monodisciplinair interventieplan op te stellen, waarin het voor haar eigen discipline de richtlijnen vastlegt. De monodisciplinaire interventieplannen moeten ervoor zorgen dat bij een noodsituatie de verschillende takken van de hulpverlening kunnen optreden voordat of zonder dat er een centrale coördinatie ontplooid is. De monodisciplinaire interventieplannen van elke discipline moeten afgestemd zijn op die van de andere disciplines en op het ANIP om samenwerking mogelijk te maken. Er zijn vijf disciplines die van 1 tot 5 genummerd zijn die bij een noodsituatie elk door een eigen directeur geleid worden:
- D1: Hulpverleningsoperaties
- D2: Medische, sanitaire en psychosociale hulpverlening
- D3: Politie
- D4: Logistieke steun
- D5: Informatie aan de bevolking

Voor gespecialiseerde medische zorg bij grote rampen of aanslagen, de zogenoemde “CBRNe-incidenten” vroeg de federale overheid eind 2023 advies aan het Kenniscentrum voor de Gezondheidszorg (KCE). Het Centrum pleitte voor de overbrenging van alle ernstig gewonde CBRNe-slachtoffers naar gespecialiseerde, zogenaamde ‘Type I CBRNe-ziekenhuizen’, en adviseerde ook inzake de medische zorgorganisatie op de plaats van de ramp. Tot slot wordt ook best een CBRNe-gedeelte in de nood-en interventieplannen voorzien.

### Fasering
Bij het zich voordoen van een noodsituatie zijn er criteria voor welke fase gehanteerd moet worden.
- De gemeentelijke fase wordt afgekondigd door de burgemeester van de gemeente wanneer de omvang van de noodsituatie een beheer op gemeentelijk niveau vereist, maar de gevolgen tot de gemeente beperkt blijven. Hierbij treden de gemeentelijke nood- en interventieplannen in werking. De burgemeester neemt de algemene coördinatie op zich. Bij het afkondigen van de gemeentelijke fase dient de burgemeester tevens de gouverneur op de hoogte te stellen.
- De provinciale fase wordt afgekondigd door de gouverneur van de provincie wanneer de omvang van de noodsituatie een beheer op provinciaal niveau vereist of de directe gevolgen van de noodsituatie de gemeentegrenzen overschrijden. Hierbij treden de provinciale nood- en interventieplannen in werking. De gouverneur neemt de algemene coördinatie op zich. Bij het afkondigen van de provinciale fase dient de gouverneur tevens de minister van Binnenlandse Zaken op de hoogte te stellen.
- De federale fase wordt afgekondigd door de minister van Binnenlandse Zaken wanneer de omvang van de noodsituatie een beheer op federaal niveau vereist (omdat de inzetbare middelen waarover de gouverneur beschikt niet volstaan) of de directe gevolgen van de noodsituatie de provinciegrenzen overschrijden. Hierbij treden de federale nood- en interventieplannen in werking. De minister van Binnenlandse Zaken neemt de algemene coördinatie op zich.

### Coördinatie

#### Operationele coördinatie
Bij een noodsituatie wordt een Commandopost Operaties (CP-Ops) opgericht die de operationele leiding heeft over de hulpverleningswerken. De CP-Ops wordt geleid door de Directeur Commandopost Operaties (Dir-CP-Ops) die in de CP-Ops samenzit met de directeurs van elke discipline. De CP-Ops moet regelmatig de coördinerende overheid en het Hulpcentrum 100/112 informeren over de evolutie van de situatie. Om de interventiezone operationeel te organiseren wordt deze ingedeeld in drie zones: een rode, een oranje en een gele zone.
- Binnen de rode zone vindt de interventie plaats. Ze wordt door de politie bewaakt en enkel de hulpverleningsdiensten hebben er toegang toe. De bevolking uit de rode zone wordt ofwel geëvacueerd ofwel krijgt deze passende richtlijnen (zoals het sluiten van ramen en deuren).
- Binnen de oranje zone wordt de ondersteuning van de hulpverleningsdiensten georganiseerd. De politie bewaakt de toegangswegen erheen en enkel de hulpverleningsdiensten hebben er toegang toe. Personen die er moeten zijn kunnen evenwel toegang krijgen indien de Dir-CP-Ops dat toestaat. Binnen de oranje zone is de CP-Ops gevestigd.
- Binnen de gele zone worden de nodige acties genomen om de toegang voor de hulpverleningsdiensten te garanderen. De politie bewaakt de belangrijkste toegangswegen en leidt het doorgaand verkeer om. Personen worden afgeraden deze zone te betreden. Binnen de gele zone wordt een parking voorzien voor de voertuigen van de hulpverleningsdiensten.

#### Beleidscoördinatie
Naast de operationele coördinatie is er ook beleidscoördinatie. Bij een noodsituatie wordt er op beleidsmatig vlak een Coördinatiecomité (CC) opgestart (bij de gemeentelijke en provinciale fase) of worden er bepaalde teams samengeroepen binnen het Crisiscentrum van de regering (bij de federale fase). Een Coördinatiecomité is samengesteld uit vertegenwoordigers van de disciplines en de noodplanambtenaar, eventueel aangevuld met andere experts. De taken van het Coördinatiecomité zijn het evalueren van de noodsituatie, het adviseren van de betrokken burgemeester of gouverneur over de te nemen beslissingen, het organiseren van de informatie aan de bevolking en het toezien op de uitvoering van de genomen beslissingen. Het is de burgemeester of gouverneur die verantwoordelijk is voor het nemen van de beslissingen. Bij de federale fase worden binnen het Crisiscentrum de evaluatiecel, de beleidscel en de informatiecel bijeengeroepen. De evaluatiecel is samengesteld uit experts uit de verschillende bevoegde diensten en evalueert de noodsituatie. De beleidscel is samengesteld uit de bevoegde ministers of hun afgevaardigden en neemt de beslissingen. Ze wordt voorgezeten door de minister van Binnenlandse Zaken of zijn afgevaardigde. De informatiecel informeert de bevolking over de noodsituatie en de door de beleidscel genomen beslissingen.

## Nederland
In Nederland wordt een Gecoördineerde Regionale Incidentbestrijdings Procedure (GRIP) toegepast. Dit is een standaard patroon van opschaling en inschakeling van diensten, organisaties en personen.
- GRIP 1: wordt uitgeroepen voor incidenten met effecten die beperkt blijven tot de directe omgeving.
- GRIP 2: wordt uitgeroepen bij calamiteiten waar de effecten zich verder uitstrekken dan de nabije omgeving.
- GRIP 3: wordt uitgeroepen bij rampen of zware ongevallen waar de effecten wel binnen de gemeentegrens blijven.
- GRIP 4: wordt uitgeroepen bij rampen of zware ongevallen waar de effecten de gemeentegrens overstijgen.
- GRIP 5: wordt uitgeroepen bij rampen of zware ongevallen waar de effecten de regiogrens overstijgen.
- GRIP Rijk: wordt gebruikt als er behoefte is aan sturing door het Rijk in situaties waarin de nationale veiligheid in het geding is of kan zijn (bestaat sinds 25 april 2013).